# Shane Dobbin
Shane Dobbin (ur. 22 stycznia 1980 w Palmerston North) – nowozelandzki łyżwiarz szybki, wicemistrz świata.

## Kariera
Największy sukces w karierze osiągnął w 2017 roku, kiedy wspólnie z Reyonem Kayem i Peterem Michaelem zdobył srebrny medal w biegu drużynowym podczas dystansowych mistrzostw świata w Gangneung. Na rozgrywanych sześć lat wcześniej dystansowych mistrzostwach świata w Inzell był piąty w biegu na 10 000 m. W 2010 roku uczestniczył Zimowych Igrzyskach Olimpijskich 2010 w Vancouver, zajmując 17. miejsce na dystansie 5000 m. Brał też udział w igrzyskach olimpijskich w Soczi w 2014 roku, gdzie był siódmy w biegu na 10 000 m i czternasty na dwukrotnie krótszym dystansie.

## Osiągnięcia

### Igrzyska olimpijskie
| Miejsce | Data           | Miejscowość | Konkurencja | Wynik    | Strata | Zwycięzca      | Źródło |
| ------- | -------------- | ----------- | ----------- | -------- | ------ | -------------- | ------ |
| 17.     | 13 lutego 2010 | Vancouver   | 5000 m      | 6:33,38  | 18,78  | Sven Kramer    | [ 2 ]  |
| 14.     | 8 lutego 2014  | Soczi       | 5000 m      | 6:26,90  | 16,14  | Sven Kramer    | [ 3 ]  |
| 7.      | 18 lutego 2014 | Soczi       | 10 000 m    | 13:16,42 | 31,97  | Jorrit Bergsma | [ 4 ]  |

### Mistrzostwa świata
| 2009 | – | 14. miejsce (10 000 m)                                                                  |
| 2010 | – | 12. miejsce (wielobój)                                                                  |
| 2011 | – | 9. miejsce (wielobój), 22. miejsce (1500 m), 8. miejsce (5000 m), 5. miejsce (10 000 m) |
| 2012 | – | 17. miejsce (wielobój), 11. miejsce (5000 m), 8. miejsce (10 000 m)                     |
| 2013 | – | 10. miejsce (5000 m), 6. miejsce (10 000 m)                                             |

### Puchar Świata

#### Miejsca w klasyfikacji generalnej
| 2008/2009 | –   | 35. |
| 2009/2010 | –   | 15. |
| 2010/2011 | 41. | 13. |
| 2011/2012 | –   | 15. |
| 2012/2013 | –   | 19. |

## Rekordy życiowe
| Dystans  | Czas     | Data | Miejscowość    |
| -------- | -------- | ---- | -------------- |
| 500 m    | 37,59    | 2011 | Calgary        |
| 1500 m   | 1:46,19  | 2011 | Salt Lake City |
| 5000 m   | 6:15,69  | 2011 | Calgary        |
| 10 000 m | 13:04,36 | 2011 | Salt Lake City |